# Marc Streel
Marc Streel (Waremme, 12 agosto 1971) è un ex ciclista su strada belga, professionista dal 1994 al 2007 e due volte campione nazionale a cronometro.

## Carriera
Ciclista con caratteristiche di passista e cronoman, passò professionista nel 1994 con i colori della Collstrop, e in stagione fu terzo nella Duo Normand a cronometro in coppia con Peter Verbeken. Nel 1995 passò alla Tönissteiner-Saxon, diventando campione belga di inseguimento individuale su pista; l'anno dopo vinse quattro corse su strada, tra cui la Flèche Hesbignonne davanti a Johan Museeuw, e fu convocato in Nazionale per le prove a cronometro e in linea dei Campionati del mondo di Lugano.
Nel 1997 si trasferì alla francese Casino: in stagione conquistò il titolo nazionale belga a cronometro, piazzandosi inoltre secondo al Grand Prix des Nations e partecipando ancora ai mondiali a cronometro. Il 1998, ancora in maglia Casino, fu il suo anno migliore, quando riuscì ad aggiudicarsi sette vittorie, fra cui la classifica generale del Post Danmark Rundt, e salire sul podio in due brevi corse a tappe, il Circuit de la Sarthe e il Tour du Poitou-Charentes, e di nuovo al Grand Prix des Nations, terzo. Durante l'anno partecipò anche al Giro d'Italia e al suo terzo mondiale a cronometro.
Nel 1999, passato alla danese Home-Jack & Jones, raccolse ancora importanti risultati, vinse infatti cinque corse, tra cui per la seconda volta il titolo nazionale a cronometro, e si piazzò secondo al Grand Prix Eddy Merckx a cronometro in coppia con Jesper Skibby. Nel settembre di quell'anno, poco prima della partecipazione al Grand Prix des Nations, venne però fermato dall'Unione Ciclistica Internazionale per valori troppo elevati di ematocrito e pertanto licenziato dalla sua formazione.
Nel 2000 non riuscì a confermare il titolo nazionale a cronometro, concluse infatti secondo alle spalle di Rik Verbrugghe. Nel 2002 partecipò in maglia Landbouwkrediet al suo secondo Giro d'Italia, mentre nel 2004 vinse una frazione della Quatre Jours de Dunkerque dopodiché, non trovando più contratti fra i professionisti, dovette accontentarsi di indossare maglie di formazioni amatoriali sino al ritiro definitivo del 2008. Nel 2005 fu campione nazionale a cronometro degli Elite senza contratto (in questa categoria sarà anche secondo nel 2006 e nel 2008).

## Palmarès

### Strada
- 1991 (Dilettanti)

Prologo Ronde van Limburg Amateurs (Kortessem > Kortessem, cronometro)
- 1992 (Dilettanti)

Waasmont-Landen
1ª tappa, 1ª semitappa Ronde van de Provincie Antwerpen (Vorselaar > Vorselaar, cronometro)
3ª tappa Ronde van de Provincie Antwerpen (Houtvenne > Maria-ter-Heide)
- 1992 (Dilettanti)

6ª tappa, 1ª semitappa Tour de la Province de Liège (Berloz > Seraing)
1ª tappa, 1ª semitappa Ronde van de Provincie Antwerpen (Booischot > Booischot, cronometro)
- 1996 (Tönissteiner, quattro vittorie)

Flèche Hesbignonne-Cras Avernas
3ª tappa, 1ª semitappa Tour de l'Oise
8ª tappa Circuit des Mines (Piennes > Villerupt)
2ª tappa Circuit Franco-Belge (Pommeroeul > Templeuve)
- 1997 (Casino, una vittoria)

Campionati belgi, Prova a cronometro
- 1998 (Casino, sette vittorie)

Grand Prix du Nord-Pas de Calais
Grand Prix Raf Jonckheere - Westrozebeke
1ª tappa Post Danmark Rundt (Herning > Randers)
4ª tappa, 2ª semitappa Post Danmark Rundt (Roskilde > Roskilde, cronometro)
Classifica generale Post Danmark Rundt
4ª tappa Tour de la Région Wallonne (Hamoir > Charleroi)
4ª tappa Tour du Poitou-Charentes et de la Vienne
- 1999 (Team Home, cinque vittorie)

Prologo Tour de la Région Wallonne (Ploegsteert > Ploegsteert, cronometro)
4ª tappa, 2ª semitappa Tour de la Région Wallonne
Grote Prijs Jef Scherens
Zomergem-Adinkerke
Campionati belgi, Prova a cronometro
- 2000 (Ville de Charleroi-New Systems, una vittoria)

4ª tappa Tour de la Région Wallonne (Arlon > Jemelle)
- 2001 (Collstrop, una vittoria)

5ª tappa Corsa della Pace (Olomouc > Žďár nad Sázavou)
- 2004 (Landbouwkrediet, una vittoria)

2ª tappa Quatre Jours de Dunkerque (Hem > Saint-Pol-sur-Mer)
- 2005 (EC Raismes-Petite Forêt-La Porte du Hainaut, tre vittorie)

Campionati belgi, Prova a cronometro Elite senza contratto
Romsée-Stavelot-Romsée
4ª tappa Tour de la Province de Liège (Welkenraedt > Welkenraedt)
- 2006 (Pôle Continental Wallon-Bergasol-Euromillions, una vittoria)

Classifica generale Tour de la Province de Namur

#### Altri successi
- 2000 (Ville de Charleroi-New Systems)

Ronde de Saint-Quentin (criterium)
- 2005 (EC Raismes-Petite Forêt-La Porte du Hainaut)

Denderwindeke (criterium)

### Pista
- 1995 (Tönissteiner)

Campionati belgi, Inseguimento individuale

## Piazzamenti

### Grandi Giri
- Giro d'Italia

1998: fuori tempo massimo (18ª tappa)
2002: non partito (15ª tappa)

### Competizioni mondiali
- Campionati del mondo

Lugano 1996 - Cronometro Elite: 16º
Lugano 1996 - In linea Elite: ritirato
San Sebastián 1997 - Cronometro Elite: 34º
Valkenburg 1998 - Cronometro Elite: 126º